# Gustavo Arturo Help

Bischofswappen von Gustavo Arturo Help

Gustavo Arturo Help (* 12. Oktober 1946 in Banfield, Provinz Buenos Aires, Argentinien) ist ein argentinischer Geistlicher und emeritierter römisch-katholischer Bischof von Venado Tuerto.

## Leben
Gustavo Arturo Help empfing am 29. Dezember 1972 die Priesterweihe für das Bistum Lomas de Zamora.
Papst Johannes Paul II. ernannte ihn am 16. Dezember 2000 zum Bischof von Venado Tuerto. Die Bischofsweihe spendete ihm der Bischof von Lomas de Zamora, Desiderio Elso Collino, am 19. März 2001; Mitkonsekratoren waren Luis Teodorico Stöckler, Bischof von Goya, Juan Carlos Maccarone, Bischof von Santiago del Estero, und Paulino Reale Chirina, emeritierter Bischof von Venado Tuerto. Die feierliche Amtseinführung fand am 24. März 2001 statt.
Papst Franziskus nahm am 26. Oktober 2021 seinen altersbedingten Rücktritt an.